# Alegações de vínculos entre a al-Qaeda e Saddam Hussein
As alegações de vínculos entre a al-Qaeda e Saddam Hussein foram feitas por alguns oficiais do Governo dos Estados Unidos que afirmavam que existiam uma relação altamente secreta entre o então presidente do Iraque Saddam Hussein e a organização terrorista Al-Qaeda, do militante islâmico Osama bin Laden de 1992 a 2003, especificamente através de uma série de reuniões de informações envolvendo o serviço de inteligência iraquiano (IIS). No processo que levou à Guerra do Iraque, o  presidente dos EUA George W. Bush alegou que o presidente iraquiano, Saddam Hussein e a Al-Qaeda, poderiam estar conspirando para lançar ataques terroristas contra os Estados Unidos, mediante um depoimento colhido de um líbio sob tortura. No início de 2002, Bush começou a pedir publicamente por uma mudança de regime no Iraque, alegando ter provas de que o governo de Saddam tinha ligações com grupos terroristas, principalmente a Al-Qaeda, o grupo extremista responsável pelos atentados de 11 de setembro de 2001. Além disso, o presidente afirmou que o país estava criando armas de destruição em massa e por isso não cooperava com inspetores da ONU.  
Em janeiro de 2003, Bush anunciou publicamente para seus aliados que pretendia invadir o Iraque. Um mês depois, seu secretário de Estado, Colin Powell, apresentou um relatório de inteligência na ONU que depois se provou ser falso. Passando por cima do Conselho de Segurança da ONU, que não deu autorização, os EUA deu início à guerra. Mais tarde, concluiu-se que não havia nenhuma evidência de laços entre Saddam Hussein e a Al-Qaeda, críticos da administração Bush disseram que Bush construiu deliberadamente um caso de guerra com Iraque sem levar em conta a evidência fatual. Em setembro de 2002, seis meses antes da invasão, o governo britânico publicou um dossiê no qual afirmava ter evidências de que Saddam Hussein era capaz de usar armas de destruição em massa em 45 minutos contados a partir de uma ordem de Saddam. Após a invasão, descobriu-se que o documento era infundado, o que lançou em descrédito todos os argumentos a respeito das reais motivações da guerra. Saddam Hussein morreu executado em Bagdá, no dia 30 de dezembro de 2006. Em 2008, o Pentágono admitiu que Saddam Hussein nunca teve vínculos com a Al-Qaeda.